# Spitz (bergstopp i Liechtenstein)
Spitz är en bergstopp i Liechtenstein. Den ligger i den sydöstra delen av landet, 10 km sydost om huvudstaden Vaduz. Toppen på Spitz är 2 186 meter över havet, eller 55 meter över den omgivande terrängen. Bredden vid basen är 0,26 km. Spitz ingår i Rhätikon.